# Glacière (métro de Paris)
Pour les articles homonymes, voir Glacière (homonymie).
Glacière est une station de la ligne 6 du métro de Paris, située dans le 13e arrondissement de Paris.

## Situation
Établie en aérien, la station surplombe le boulevard Auguste-Blanqui, au nord-ouest de son intersection avec la rue de la Glacière. Approximativement orientée selon un axe nord-ouest/sud-est, elle s'intercale entre les stations Saint-Jacques et Corvisart.

## Histoire
La station est ouverte le 24 avril 1906 avec la mise en service du dernier prolongement de la ligne 2 Sud depuis Passy jusqu'à Place d'Italie.
Elle doit sa dénomination à sa proximité avec la rue de la Glacière, laquelle correspond à un ancien chemin reliant Paris à Gentilly en passant par le hameau de la Glacière. Ce village tenait son nom du fait qu'il était traversé par la Bièvre dont les nombreuses mares et étangs gelaient l'hiver ; leur glace était récupérée puis entreposée, non loin de là, dans des puits maçonnés ainsi qu'au sein d'anciennes carrières des hauteurs du parc Montsouris pour être utilisée l'été.
Le 17 octobre 1907, la ligne 2 Sud est absorbée par la ligne 5, qui relie alors Étoile (aujourd'hui Charles de Gaulle - Étoile) à Lancry (actuelle station Jacques Bonsergent).
Du 17 mai au 6 décembre 1931, le tronçon entre Place d'Italie et Étoile de la ligne 5 est intégré temporairement à la ligne 6, qui relie alors Étoile à Nation afin d'optimiser la desserte de l'exposition coloniale qui se tient cette année-là au bois de Vincennes. Cette section, rendue ensuite à la ligne 5 qui avait alors Gare du Nord pour terminus, est définitivement cédée à la ligne 6 le 6 octobre 1942, ceci  afin de permettre le prolongement de la ligne 5 au nord-est jusqu'à Église de Pantin dès le 12 octobre suivant, sans rallonger excessivement son temps de parcours.
Dans le cadre du programme « Renouveau du métro » de la RATP, la station est rénovée dans le courant des années 2000.

### Fréquentation
Selon les estimations de la RATP, la station a vu entrer 4 498 939 voyageurs en 2019, ce qui la place à la 96e position des stations de métro pour sa fréquentation. En 2020, avec la crise du Covid-19, le trafic annuel tombe à 2 184 910 voyageurs, la reléguant alors au 110e rang, avant de remonter progressivement en 2021 avec 3 005 750 entrants comptabilisés, ce qui la classe à la 107e position des stations du réseau pour sa fréquentation cette année-là.

## Services aux voyageurs

### Accès
La station dispose d'un unique accès intitulé « Boulevard Auguste-Blanqui », débouchant sur le terre-plein central de ce boulevard au droit du no 124. Il s'ouvre sur un espace commun sous le viaduc d'où l'accès aux quais s'effectue au moyen d'escaliers fixes ou mécaniques montants.

### Quais
Glacière est une station aérienne de configuration standard : elle possède deux quais séparés par les voies du métro, le tout couvert d'une verrière dans le style des marquises des gares de l'époque. Les piédroits verticaux sont recouverts de carreaux en céramique blancs biseautés côté intérieur, et de briques dessinant des motifs géométriques côté extérieur. Les cadres publicitaires sont en céramique blanche et le nom de la station est inscrit en police de caractères Parisine sur plaques émaillées fixées à la charpente métallique. Les sièges sont de style « Motte » de couleur rouge. L'éclairage est semi-direct, projeté au sol par des plafonniers bleus, sur les piédroits par des tubes en partie dissimulés et sur la charpente par des projecteurs de lumière bleue. Les accès s'effectuent par l'extrémité occidentale.

### Intermodalité
La station est desservie par les lignes 21 et 64 du réseau de bus RATP.

## À proximité
- Ancien siège du quotidien Le Monde (au 80, boulevard Auguste-Blanqui de 2004 au début de 2020) avant son déménagement au no 67 de l'avenue Pierre-Mendès-France, en surplomb des voies de la gare d'Austerlitz
- Centre hospitalier Sainte-Anne
- Hôpital Broca
- Salle Colonne
- Mail de Bièvre
- Square Henri-Cadiou
- Théâtre 13
- Église Saint-Albert-le-Grand
- Jardin Michelet
- Jardin Marie-Thérèse-Auffray
- Parc Montsouris

Galerie de photographies
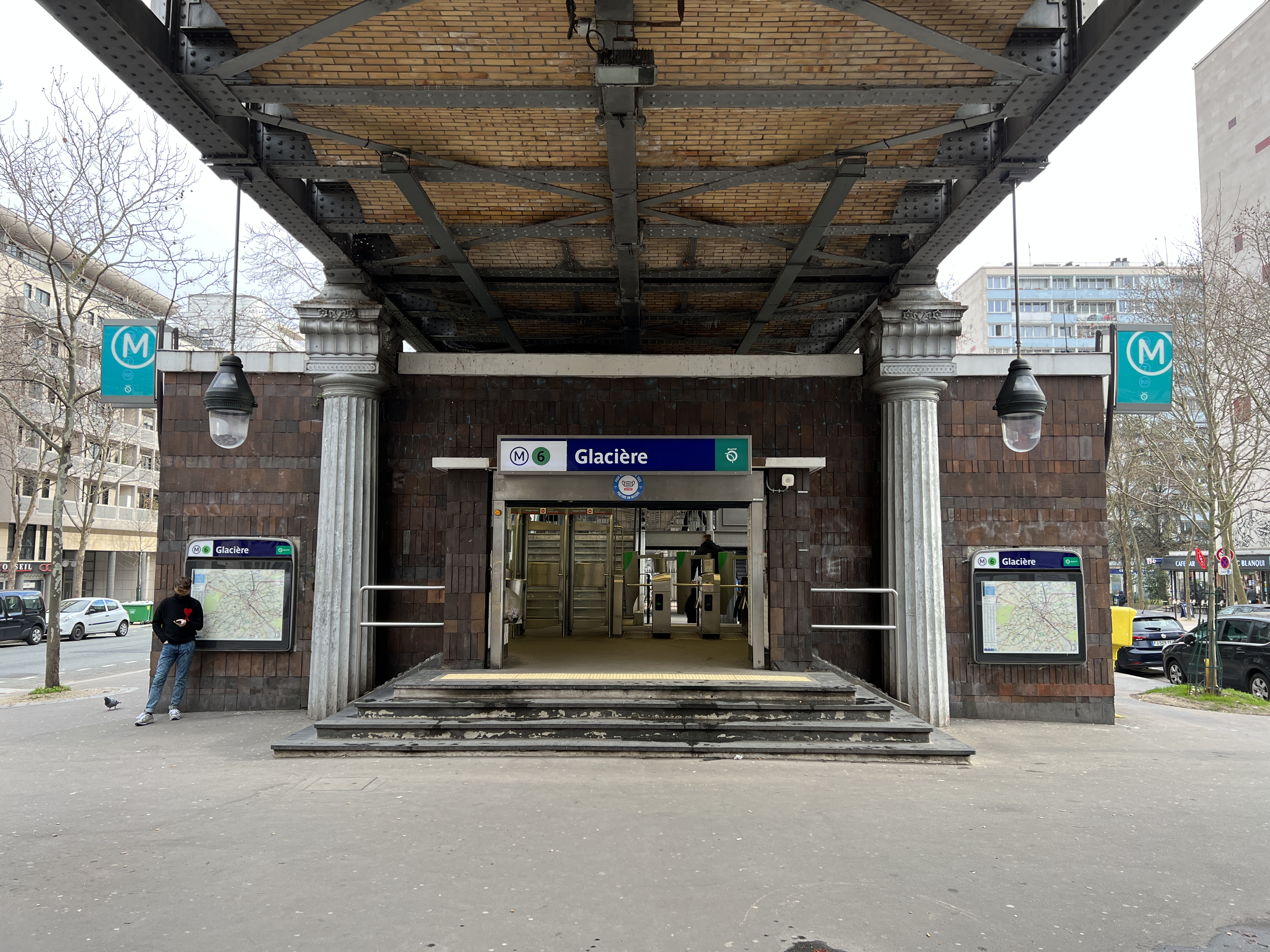
Accès unique de la station.
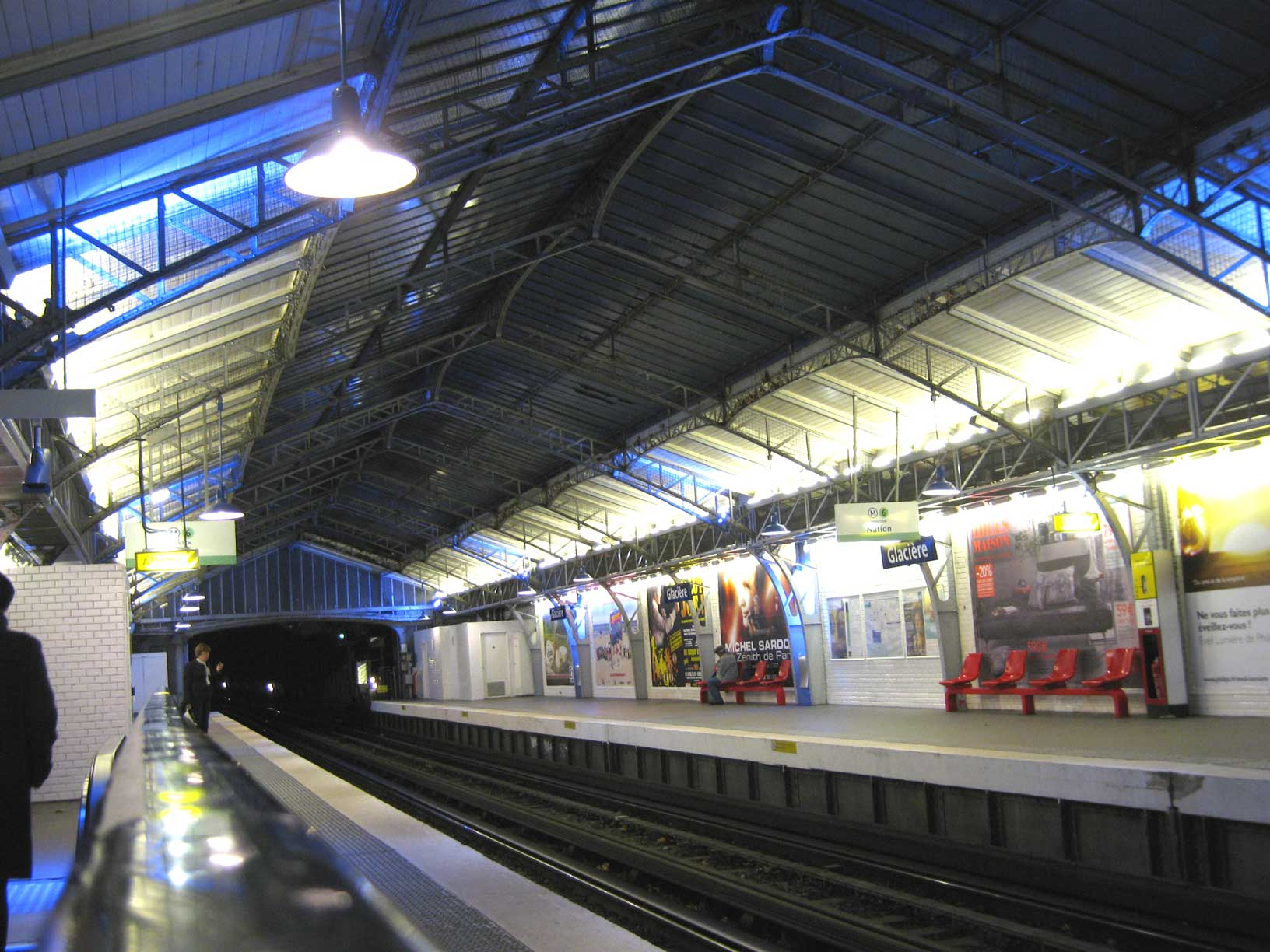
La station au niveau des quais.
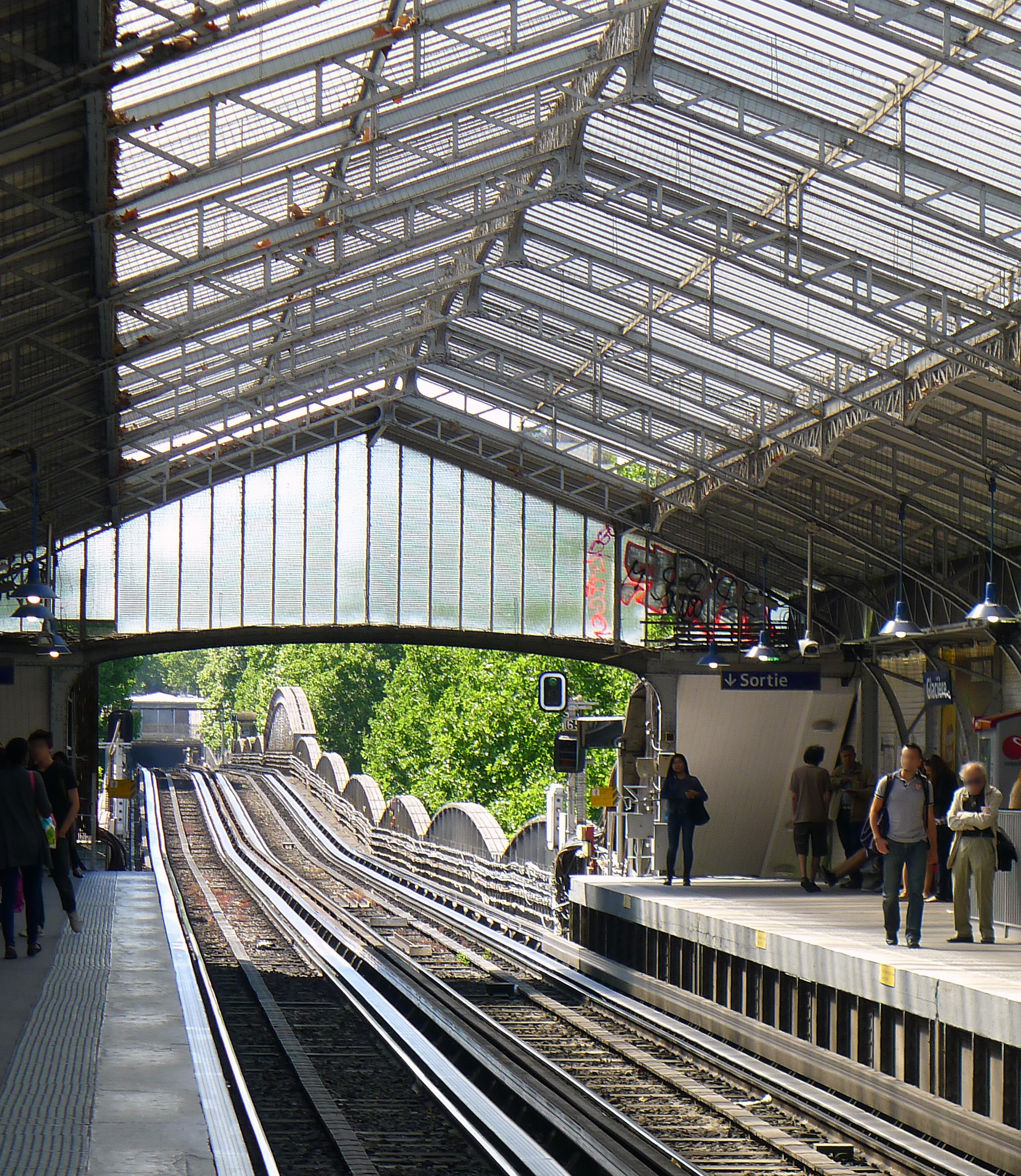
En direction de la station Saint-Jacques.
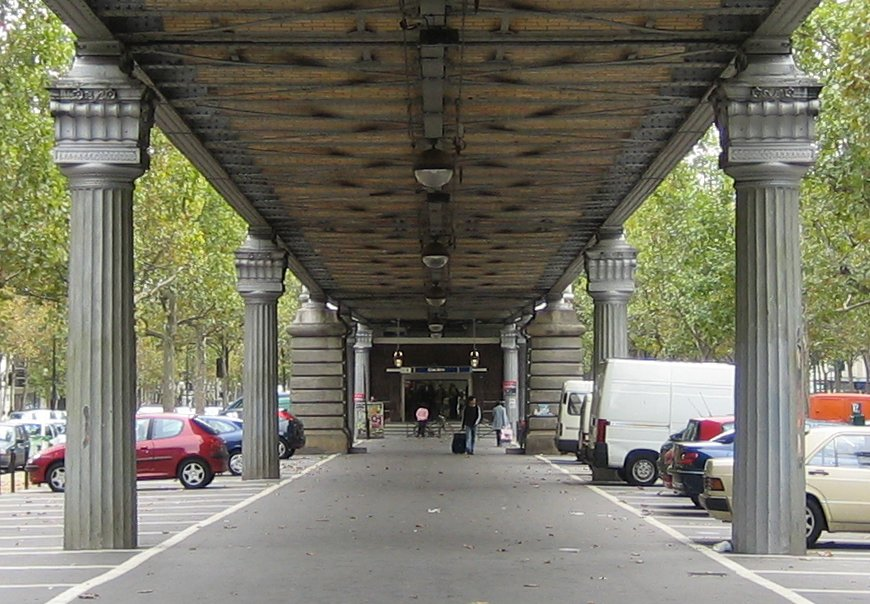
Le viaduc sous la station.